# Nationaal Stadion Nyayo
Het Nationaal Stadion Nyayo is een multifunctioneel stadion in Nairobi, de hoofdstad van Kenia. Het stadion ligt in de buurt van het centrum van die stad. Het is gebouwd in 1983. Het stadion wordt vooral gebruikt voor voetbalwedstrijden. De voetbalclub AFC Leopards speelt hier meestal zijn thuiswedstrijden. Ook het nationale voetbalelftal speelt hier regelmatig internationale thuiswedstrijden. Verder kan het stadion gebruikt worden voor atletiekwedstrijden. In 2010 werd dit stadion gebruikt voor de Afrikaanse kampioenschappen atletiek. Ook rugbyclub Mwamba RFC gebruikt dit stadion om wedstrijden in te spelen. Er kunnen 30.000 toeschouwers in.

## Naam
In februari 2009 zou het stadion zou zijn naam veranderen in Coca-Cola Nationaal Stadion. Er was een contract met dat bedrijf gesloten om deze verandering te mogen maken. Coca Cola zei het contract echter op 3 maanden later al op. Op die persconferentie waarin dat nieuws bekend werd gemaakt gaf een manager van het bedrijf, Alex Maditsi, aan dat Kenia zich niet aan het contract hield. De oude naam van het stadion bleef namelijk ook behouden, er kwam een toevoeging bij met Coca-Cola. Nadat het contract was opgezegd besloot men de oorspronkelijke naam van het stadion te behouden.

## Incidenten
Bij een WK-kwalificatiewedstrijd in 2005 tussen Kenia en Marokko werd er een toeschouwers doodgetrapt toen er massa mensen in paniek raakten. De FIFA bepaalde dat er 2 jaar lang geen interlands gespeeld mochten worden in dit stadion. Kenia moest de eerstvolgende wedstrijden bovendien zonder publiek spelen. In 2010 raakten bij een competitieduel tussen AFC Leopards tegen Gor Mahia mensen in het stadion in paniek. Toen mensen op de vlucht sloegen werden en in de drukte verschillende mensen doorgetrapt. Er werden 7 doden gemeld. Bovendien werden veertien mensen in kritieke toestand opgenomen in het ziekenhuis.